# Хурцилава, Муртаз Калистратович
Мурта́з Калистра́тович Хурцила́ва (груз. მურთაზ ხურცილავა; род. 5 января 1943, Бандза) — советский и грузинский футболист, защитник и тренер. Мастер спорта СССР (1963), мастер спорта СССР международного класса (1966), заслуженный мастер спорта СССР (1969).

## Биография
Игрок сборной СССР. В составе сборной СССР, занял 4-е место на чемпионате мира 1966. Хурцилава был одним из двух грузинских игроков, которые когда-либо были капитанами национальной команды Советского Союза — кроме него, этой чести удостоился Александр Чивадзе. В чемпионате СССР выступал за тбилисское «Динамо» в Высшей лиге и кутаисское «Торпедо» из Первой лиги.
После завершения игровой карьеры был занят тренерской деятельностью. В 1990 году под его руководством «Гурия» из Ланчхути завоевала Кубок Грузии, а в 1995 году клуб «Самтредиа» стал вице-чемпионом страны.
С апреля 1998 по май 1999 тренировал Динамо (Тбилиси).
С мая 1999 — главный тренер молодёжной сборной Грузии по футболу, одновременно с июня 1999 — главный тренер клуба Локомотив (Тбилиси). Однако с поста наставника «Локомотива» добровольно ушёл уже через 3 месяца после разгромного поражения 0:7 в 1/32 Кубка УЕФА, учиненного греческим ПАОКом, а в апреле 2001 после трех поражений подряд подал в отставку и с поста главного тренера молодёжной сборной.
С августа 2001 вместе с Отари Габелия назначен помощником Александра Чивадзе в национальной сборной Грузии. В апреле 2003, после того как сборную принял Иво Шушак, ушёл с поста тренера сборной. В настоящее время живёт в Тбилиси и занимается строительным бизнесом.
Женат, имеет двоих детей (дочь и сын)[прояснить], троих внуков. Сын Георгий — футболист, играл в грузинских клубах, в 1995 играл в США в клубе «Ралли» (штат Северная Каролина).

## Достижения

### Командные
- Чемпион СССР: 1964

Бронзовый призёр чемпионата СССР (5): 1962, 1967, 1969, 1972, 1973
- Финалист Кубка СССР: 1970
- Серебряный призёр чемпионата Европы 1972
- Бронзовый призёр Олимпийских игр 1972

### Личные
- Второй футболист СССР: 1967, 1968 (приз еженедельника «Футбол-Хоккей»)
- Третий футболист СССР: 1972 (приз еженедельника «Футбол-Хоккей»)
- В списках 33 лучших футболистов СССР 10 раз, из них № 1 (1968, 1969 и 1971—1973) — 5 раз, № 2 (1965 и 1966), № 3 (1963 и 1970) и б/н (1967)
- Входит в состав символической сборной по итогам чемпионата Европы по версии УЕФА: 1972
- В январе 2003 года в честь своего 60-летия Хурцилава был награждён орденом Вахтанга Горгасали.
- Лучший футболист Грузии за период 1954—2003 годов (юбилейный приз к 50-летию UEFA)
- Член Клуба Игоря Нетто